# Oketo (Hokkaido)
Oketo (jap. 置戸町 Oketo-chō) – miasto w Japonii, w prefekturze Hokkaido, w podprefekturze Ohōtsuku. Według danych na rok 2020 miejscowość zamieszkiwało 2 775 mieszkańców , a gęstość zaludnienia wyniosła 5,3 os./km².